# Creèdids
Els creèdids (Creediidae) constitueixen una família de peixos marins pertanyent a l'ordre dels perciformes. Nelson va revisar aquesta família i va incloure Limnichthyidae com a sinònim de Creediidae, essent el gènere Squamicreedia assignat posteriorment als percòfids. Més endavant, Nelson va examinar les relacions dins de la família i n'estudià els gèneres australians.

## Etimologia
Del grec kreas, kreesi (carn).

## Descripció
Cos allargat, una mica comprimit, recobert o no d'escates cicloides i amb una llargada màxima de 8 cm. Línia lateral en procés descendent fins a arribar a la base de l'aleta caudal i, sovint, amb les escates presentant extensions posteriors de tres lòbuls (llevat de les escates més anteriors). Algunes espècies no tenen escates, tret de les de la línia lateral que hi són sempre presents. Cap si fa no fa tan allargat com la llargària de les aletes pectorals. Ulls de posició alta i una mica prominents, d'una manera semblant als d'un camaleó. Boca terminal i amb una filera d'apèndixs mòbils a la mandíbula inferior. Musell carnós i depassant la mandíbula inferior. 1 única aleta dorsal amb 12-43 radis tous no ramificats. Aleta anal una mica més grossa que la base de la dorsal. Aletes pectorals relativament grans, assolint la vertical que passa per l'origen de les aletes dorsal i anal. Aletes ventrals, quan hi són presents, amb una espina i 3-5 radis tous; espai interpelvià força curt. Aletes pelvianes molt a prop l'una de l'altra. 7 radis branquiòstegs. Os de l'opercle molt estellat. Plec de la còrnia a on es troben la pell i la còrnia.

## Hàbitat i distribució geogràfica
Algunes espècies estan associades als esculls rocallosos o de corall, mentre que d'altres són comunes a les platges sorrenques dels hàbitats costaners, al voltant dels 50 m de fondària de l'Índic i el Pacífic occidental (les àrees temperades i tropicals des del nord del mar Roig -el golf d'Àqaba a Egipte i Israel-, Sud-àfrica, Moçambic, i les illes Txagos, de la Reunió Seychelles, Cocos i Christmas fins al Japó -incloent-hi les illes Ogasawara, Ryukyu, Tokara i Yaeyama-, la Xina, Taiwan, el Vietnam, Indonèsia, les illes Filipines, Papua Nova Guinea, Austràlia -incloent-hi les illes Lord Howe i Norfolk-, Nova Caledònia, Nova Zelanda -incloent-hi les illes Kermadec- i les illes Mariannes, Guam, Palau, Loyauté -l'atol d'Ouvéa-, Cook, Fiji -Rotuma-, Hawaii, Marshall, Samoa, Tonga, Tuamotu, Pitcairn i de Pasqua). La seua presència a l'Índia sembla poc probable.

## Gèneres i espècies
- Apodocreedia (de Beaufort, 1948)[102]
  - Apodocreedia vanderhorsti (de Beaufort, 1948)[102]
- Chalixodytes (Schultz, 1943)[103]
  - Chalixodytes chameleontoculis (Smith, 1957)[104]
  - Chalixodytes tauensis (Schultz, 1943)[103]
- Creedia (Ogilby, 1898)[105]
  - Creedia alleni (Nelson, 1983)[106]
  - Creedia bilineata (Shimada & Yoshino, 1987)[41]
  - Creedia haswelli (Ramsay, 1881)[107]
  - Creedia partimsquamigera (Nelson, 1983)[106]
- Crystallodytes (Fowler, 1923)[108]
  - Crystallodytes cookei (Fowler, 1923)[108]
  - Crystallodytes pauciradiatus (Nelson & Randall, 1985)[94]
- Limnichthys (Waite, 1904)[109]
  - Limnichthys fasciatus (Waite, 1904)[109]
  - Limnichthys marisrubri (Fricke & Golani, 2012)[12]
  - Limnichthys nitidus (Smith, 1958)[110]
  - Limnichthys orientalis (Yoshino, Kon & Okabe, 1999)[34]
  - Limnichthys polyactis (Nelson, 1978)[2]
  - Limnichthys rendahli (Parrott, 1958)[111]
- Myopsaron (Shibukawa, 2010)[37]
  - Myopsaron nelsoni (Shibukawa, 2010)[37]
- Schizochirus (Waite, 1904)[112]
  - Schizochirus insolens (Waite, 1904)[112]
- Tewara (Griffin, 1933)[113]
  - Tewara cranwellae (Griffin, 1933)[113][114][115][116][117][118][119][120][121]

### Cladograma
|  | Creedia alleni           |
|  |                          |
|  | Creedia bilineata        |
|  |                          |
|  | Creedia haswelli         |
|  |                          |
|  | Creedia partimsquamigera |
|  |                          |

| Apodocreedia | \| \| Apodocreedia vanderhorsti \| \| \| \| |
|              | \| \| Apodocreedia vanderhorsti \| \| \| \| |
|              | Apodocreedia vanderhorsti                   |
|              |                                             |

|  | Apodocreedia vanderhorsti |
|  |                           |

| Chalixodytes | \| \| Chalixodytes chameleontoculis \| \| \| \| \| \| Chalixodytes tauensis \| \| \| \| |
|              | \| \| Chalixodytes chameleontoculis \| \| \| \| \| \| Chalixodytes tauensis \| \| \| \| |
|              | Chalixodytes chameleontoculis                                                           |
|              |                                                                                         |
|              | Chalixodytes tauensis                                                                   |
|              |                                                                                         |

|  | Chalixodytes chameleontoculis |
|  |                               |
|  | Chalixodytes tauensis         |
|  |                               |

| Crystallodytes | \| \| Crystallodytes cookei \| \| \| \| \| \| Crystallodytes pauciradiatus \| \| \| \| |
|                | \| \| Crystallodytes cookei \| \| \| \| \| \| Crystallodytes pauciradiatus \| \| \| \| |
|                | Crystallodytes cookei                                                                  |
|                |                                                                                        |
|                | Crystallodytes pauciradiatus                                                           |
|                |                                                                                        |

|  | Crystallodytes cookei        |
|  |                              |
|  | Crystallodytes pauciradiatus |
|  |                              |

| Limnichthys | \| \| Limnichthys donaldsoni \| \| \| \| \| \| Limnichthys fasciatus \| \| \| \| \| \| Limnichthys nitidus \| \| \| \| \| \| Limnichthys orientalis \| \| \| \| \| \| Limnichthys polyactis \| \| \| \| \| \| Limnichthys rendahli \| \| \| \| |
|             | \| \| Limnichthys donaldsoni \| \| \| \| \| \| Limnichthys fasciatus \| \| \| \| \| \| Limnichthys nitidus \| \| \| \| \| \| Limnichthys orientalis \| \| \| \| \| \| Limnichthys polyactis \| \| \| \| \| \| Limnichthys rendahli \| \| \| \| |
|             | Limnichthys donaldsoni |
|             | |
|             | Limnichthys fasciatus |
|             | |
|             | Limnichthys nitidus |
|             | |
|             | Limnichthys orientalis |
|             | |
|             | Limnichthys polyactis |
|             | |
|             | Limnichthys rendahli |
|             | |

|  | Limnichthys donaldsoni |
|  |                        |
|  | Limnichthys fasciatus  |
|  |                        |
|  | Limnichthys nitidus    |
|  |                        |
|  | Limnichthys orientalis |
|  |                        |
|  | Limnichthys polyactis  |
|  |                        |
|  | Limnichthys rendahli   |
|  |                        |

| Myopsaron | \| \| Myopsaron nelsoni \| \| \| \| |
|           | \| \| Myopsaron nelsoni \| \| \| \| |
|           | Myopsaron nelsoni                   |
|           |                                     |

|  | Myopsaron nelsoni |
|  |                   |

| Schizochirus | \| \| Schizochirus insolens \| \| \| \| |
|              | \| \| Schizochirus insolens \| \| \| \| |
|              | Schizochirus insolens                   |
|              |                                         |

|  | Schizochirus insolens |
|  |                       |

| Tewara | \| \| Tewara cranwellae \| \| \| \| |
|        | \| \| Tewara cranwellae \| \| \| \| |
|        | Tewara cranwellae                   |
|        |                                     |

|  | Tewara cranwellae |
|  |                   |

|  | Creedia alleni           |
|  |                          |
|  | Creedia bilineata        |
|  |                          |
|  | Creedia haswelli         |
|  |                          |
|  | Creedia partimsquamigera |
|  |                          |

| Apodocreedia | \| \| Apodocreedia vanderhorsti \| \| \| \| |
|              | \| \| Apodocreedia vanderhorsti \| \| \| \| |
|              | Apodocreedia vanderhorsti                   |
|              |                                             |

|  | Apodocreedia vanderhorsti |
|  |                           |

| Chalixodytes | \| \| Chalixodytes chameleontoculis \| \| \| \| \| \| Chalixodytes tauensis \| \| \| \| |
|              | \| \| Chalixodytes chameleontoculis \| \| \| \| \| \| Chalixodytes tauensis \| \| \| \| |
|              | Chalixodytes chameleontoculis                                                           |
|              |                                                                                         |
|              | Chalixodytes tauensis                                                                   |
|              |                                                                                         |

|  | Chalixodytes chameleontoculis |
|  |                               |
|  | Chalixodytes tauensis         |
|  |                               |

| Crystallodytes | \| \| Crystallodytes cookei \| \| \| \| \| \| Crystallodytes pauciradiatus \| \| \| \| |
|                | \| \| Crystallodytes cookei \| \| \| \| \| \| Crystallodytes pauciradiatus \| \| \| \| |
|                | Crystallodytes cookei                                                                  |
|                |                                                                                        |
|                | Crystallodytes pauciradiatus                                                           |
|                |                                                                                        |

|  | Crystallodytes cookei        |
|  |                              |
|  | Crystallodytes pauciradiatus |
|  |                              |

| Limnichthys | \| \| Limnichthys donaldsoni \| \| \| \| \| \| Limnichthys fasciatus \| \| \| \| \| \| Limnichthys nitidus \| \| \| \| \| \| Limnichthys orientalis \| \| \| \| \| \| Limnichthys polyactis \| \| \| \| \| \| Limnichthys rendahli \| \| \| \| |
|             | \| \| Limnichthys donaldsoni \| \| \| \| \| \| Limnichthys fasciatus \| \| \| \| \| \| Limnichthys nitidus \| \| \| \| \| \| Limnichthys orientalis \| \| \| \| \| \| Limnichthys polyactis \| \| \| \| \| \| Limnichthys rendahli \| \| \| \| |
|             | Limnichthys donaldsoni |
|             | |
|             | Limnichthys fasciatus |
|             | |
|             | Limnichthys nitidus |
|             | |
|             | Limnichthys orientalis |
|             | |
|             | Limnichthys polyactis |
|             | |
|             | Limnichthys rendahli |
|             | |

|  | Limnichthys donaldsoni |
|  |                        |
|  | Limnichthys fasciatus  |
|  |                        |
|  | Limnichthys nitidus    |
|  |                        |
|  | Limnichthys orientalis |
|  |                        |
|  | Limnichthys polyactis  |
|  |                        |
|  | Limnichthys rendahli   |
|  |                        |

| Myopsaron | \| \| Myopsaron nelsoni \| \| \| \| |
|           | \| \| Myopsaron nelsoni \| \| \| \| |
|           | Myopsaron nelsoni                   |
|           |                                     |

|  | Myopsaron nelsoni |
|  |                   |

| Schizochirus | \| \| Schizochirus insolens \| \| \| \| |
|              | \| \| Schizochirus insolens \| \| \| \| |
|              | Schizochirus insolens                   |
|              |                                         |

|  | Schizochirus insolens |
|  |                       |

| Tewara | \| \| Tewara cranwellae \| \| \| \| |
|        | \| \| Tewara cranwellae \| \| \| \| |
|        | Tewara cranwellae                   |
|        |                                     |

|  | Tewara cranwellae |
|  |                   |

## Estat de conservació
Apodocreedia vanderhorsti i Chalixodytes tauensis en són les úniques espècies que apareixen a la Llista Vermella de la UICN. A. vanderhorsti es veu afectada, sobretot, per la contaminació de l'aigua, el desenvolupament costaner i la seua captura incidental en la pesca de gambes.

## Observacions
S'enterren a la sorra i no formen part del comerç internacional de peixos ornamentals.